# Чэнь Инхао
Чэнь Инха́о (кит. трад. 陳盈豪, пиньинь Chén Yíngháo, род. 25 августа 1975) — тайваньский специалист в области информационных технологий.
Родился 25 августа 1975 года в городской волости Цишань уезда Гаосюн на Тайване. Во время учёбы в университете Датун в Тайбэе в 1998 году Чэнь создал компьютерный вирус CIH.  
Первоначально заражению вирусом подверглись компьютеры университета, однако вирус быстро распространился по всему миру. Заражение было обнаружено, но о том, что в коде вируса заложена «логическая бомба», привязанная к  дате 26 апреля, известно не было. Когда стало известно, что его разработка широко распространилась, Чэнь был обеспокоен. Некоторые его сокурсники настоятельно советовали ему не признаваться в создании вируса, однако он сам был уверен, что при наличии достаточного запаса по времени (как позже стало ясно, около года) эксперты по безопасности смогут его вычислить и принять необходимые меры. Однако 26 апреля 1999 года произошла наиболее масштабная и нанёсшая значительный материальный ущерб вирусная атака, по всему миру пострадало более полумиллиона компьютеров. Осознавая свою вину, Чэнь ещё до окончания университета написал официальное извинение в Интернете, в котором он публично попросил прощения у жителей Китая, компьютеры которых пострадали. Также Чэнь опубликовал исходный код вируса на ассемблере, предполагая быстрое принятие мер против его распространения и действия. Тем не менее, на основе оригинального кода были сделаны различные версии вируса. 
Будучи военнообязанным, Чэнь прошёл службу в армии. Согласно законам Китайской республики того времени, не предусматривавшим ответственность за подобные действия, Чэнь не нарушил требования законов. Хотя материальный ущерб во многих странах, включая Китай, был значительным, ему не было предъявлено ни одной претензии и он не привлекался к уголовной ответственности за создание этого вируса.
В настоящее время Чэнь работает в Gigabyte[уточнить].